# Миллер, Энтони (игрок в американский футбол, 1994)
Энтони Миллер (англ. Anthony Miller; 9 октября 1994, Мемфис, Теннесси) — профессиональный американский футболист, принимающий клуба НФЛ «Питтсбург Стилерз». На студенческом уровне выступал за команду Мемфисского университета. На драфте НФЛ 2018 года был выбран во втором раунде.

## Биография
Энтони Миллер родился 9 октября 1994 года в Мемфисе. Один из двух детей в семье. Учился в старшей школе Крисчен Бразерс. В течение трёх лет выступал за её футбольную команду, за карьеру набрал на приёме 1779 ярдов, установив рекорд школы. Занимался лёгкой атлетикой, установив школьные рекорды в прыжках в длину, тройном прыжке, беге на 110 и 300 метров с барьерами. Дважды становился победителем регионального турнира в беге на 110 метров с барьерами.

### Любительская карьера
После окончания школы Миллер поступил в Мемфисский университет. Сезон 2013 года он провёл в статусе освобождённого игрока, не принимая участия в официальных матчах. В следующем году он получил травму плеча и был вынужден пропустить ещё один сезон. Дебютировать в турнире NCAA Миллер смог только в 2015 году. Он сыграл за команду в двенадцати матчах, четыре из них начал в стартовом составе. Пять сделанных им тачдаунов стали лучшим результатом «Тайгерс» в сезоне.
В 2016 году Миллер стал игроком основного состава команды. Он сыграл в тринадцати матчах, установив рекорды университета по числу приёмов, набранных ярдов, тачдаунов и игр со 100 ярдами на приёме за сезон. По основным статистическим показателям он вошёл в десятку лучших игроков I дивизиона NCAA. В сезоне 2017 года Миллер также провёл тринадцать игр, обновив ещё ряд рекордов команды. По его итогам он был включён в состав сборной звёзд NCAA. Суммарно за карьеру Миллер сыграл 38 матчей, набрав 3590 ярдов с 37 тачдаунами. На момент выпуска он был единственным в истории университета принимающим, набравшим за время выступлений более 3000 ярдов.

#### Статистика выступлений в NCAA
| Сезон | Команда        | Игры | Приём | Приём | Приём | Приём | Вынос | Вынос | Вынос | Вынос |
| Сезон | Команда        | Игры | Rec   | Yds   | Y/A   | TD    | Att   | Yds   | Y/A   | TD    |
| ----- | -------------- | ---- | ----- | ----- | ----- | ----- | ----- | ----- | ----- | ----- |
| 2013  | Мемфис Тайгерс | —    | —     | —     | —     | —     | —     | —     | —     | —     |
| 2014  | Мемфис Тайгерс | —    | —     | —     | —     | —     | —     | —     | —     | —     |
| 2015  | Мемфис Тайгерс | 12   | 47    | 694   | 14,8  | 5     | 9     | 54    | 6,0   | 2     |
| 2016  | Мемфис Тайгерс | 13   | 95    | 1434  | 15,1  | 14    | 12    | 69    | 5,8   | 1     |
| 2017  | Мемфис Тайгерс | 13   | 96    | 1462  | 15,2  | 18    | 10    | 25    | 2,5   | 0     |
| Всего | Всего          | 38   | 238   | 3590  | 15,1  | 37    | 31    | 148   | 4,8   | 3     |

### Профессиональная карьера
Перед драфтом НФЛ 2018 года аналитик сайта Bleacher Report Мэтт Миллер называл игрока одним из самых ярких в прошедшем сезоне. По его мнению, у клубов лиги могли вызвать сомнения история травм Миллера или его возраст, но он мог бы с успехом играть на позиции слот-ресивера. К достоинствам принимающего он относил физические данные, хорошую скорость и работу на маршрутах, рабочую этику, умение обманывать защитников на линии скриммиджа. Недостатками Миллера назывались ошибки при приёме мяча, особенно после коротких передач, потенциальные проблемы со здоровьем и зависимость от игровой схемы команды.

#### Чикаго Беарс
На драфте Миллер был выбран «Чикаго Беарс» во втором раунде под общим 51 номером. В мае он подписал с клубом четырёхлетний контракт на общую сумму 6,1 млн долларов. В своём первом сезоне он, несмотря на ряд травм плеча, сыграл в пятнадцати матчах команды и заработал семь тачдаунов. Этот показатель стал вторым среди новичков в чемпионате после Келвина Ридли. Сезон 2019 года сложился для него хуже, хотя проблем со здоровьем удалось избежать . На старте чемпионата его мало задействовали в нападении, он допускал ошибки. Во второй половине сезона, после травмы ресивера Тейлора Гэбриела, роль Миллера в игре «Чикаго» стала заметнее, но в целом его эффективность не оправдала ожиданий.
Сезон 2020 года стал для Миллера последним в составе «Чикаго». Он сыграл в шестнадцати матчах, набрав всего 485 ярдов с двумя тачдаунами, а в игре уайлд-кард раунда плей-офф против «Нью-Орлеан Сэйнтс» был удалён с поля за удар, нанесённый корнербеку соперника Си Джею Гарднеру-Джонсону. В последующее межсезонье клуб обменял его в «Хьюстон Тексанс».

#### Дальнейшая карьера
В регулярном чемпионате 2021 года Миллер провёл за «Тексанс» две игры, набрав 23 ярда с одним тачдауном. В октябре клуб отчислил его. Позднее он был зачислен в тренировочный состав «Питтсбурга» и сыграл за клуб одну игру регулярного чемпионата.

#### Статистика выступлений в НФЛ

##### Регулярный чемпионат
| Сезон | Команда           | Игры | Приём | Приём | Приём | Приём | Вынос | Вынос | Вынос | Вынос |
| Сезон | Команда           | Игры | Rec   | Yds   | Y/A   | TD    | Att   | Yds   | Y/A   | TD    |
| ----- | ----------------- | ---- | ----- | ----- | ----- | ----- | ----- | ----- | ----- | ----- |
| 2018  | Чикаго Беарс      | 15   | 33    | 423   | 12,8  | 7     | 6     | 26    | 4,3   | 0     |
| 2019  | Чикаго Беарс      | 16   | 52    | 656   | 12,6  | 2     | 1     | -1    | -1,0  | 0     |
| 2020  | Чикаго Беарс      | 16   | 49    | 485   | 9,9   | 2     | 2     | 12    | 6,0   | 0     |
| 2021  | Хьюстон Тексанс   | 2    | 5     | 23    | 4,6   | 1     | 0     | 0     | 0,0   | 0     |
| 2021  | Питтсбург Стилерз | 1    | 1     | 2     | 2,0   | 0     | 0     | 0     | 0,0   | 0     |
| Всего | Всего             | 50   | 140   | 1589  | 11,4  | 12    | 9     | 37    | 4,1   | 0     |

##### Плей-офф
| Сезон | Команда      | Игры | Приём | Приём | Приём | Приём | Вынос | Вынос | Вынос | Вынос |
| Сезон | Команда      | Игры | Rec   | Yds   | Y/A   | TD    | Att   | Yds   | Y/A   | TD    |
| ----- | ------------ | ---- | ----- | ----- | ----- | ----- | ----- | ----- | ----- | ----- |
| 2018  | Чикаго Беарс | 1    | 3     | 34    | 11,3  | 0     | 0     | 0     | 0,0   | 0     |
| 2020  | Чикаго Беарс | 1    | 2     | 22    | 11,0  | 0     | 1     | 2     | 2,0   | 0     |
| Всего | Всего        | 2    | 5     | 56    | 11,2  | 0     | 1     | 2     | 2,0   | 0     |